# Paris-Roubaix 2010
La 108e édition de la course cycliste Paris-Roubaix, a eu lieu le 11 avril 2010 entre Compiègne et le vélodrome André-Pétrieux de Roubaix. Il s'agit de la neuvième épreuve du Calendrier mondial UCI 2010. La victoire est revenue en solitaire au Suisse Fabian Cancellara (Team Saxo Bank), qui réalise ainsi le doublé après sa victoire lors du Tour des Flandres. Il devance Thor Hushovd et Juan Antonio Flecha.
Cependant Leif Hoste est disqualifié des courses auxquelles il a participé entre le 1er juillet 2008 et le 31 décembre 2010 à la suite d'anomalies dans son passeport biologique. Sébastien Hinault se voit donc attribuer la huitième place de la course tandis que Hayden Roulston s'empare de la neuvième. De plus tous les autres coureurs classés jusqu'à la vingt-et-unième place se voit également gagner un rang, la place de vingt-et-unième restant vacante.

## Présentation

### Parcours
Francis Delrue, le maire de la commune de Baisieux a pris un arrêté municipal, à la suite de l'édition 2009 pour interdire le passage de Paris-Roubaix sur le Carrefour de l'Arbre. Il reprochait la pollution dans les champs et l'agressivité de certains spectateurs, dû en partie à la consommation d'alcool sur le secteur. Finalement, ce secteur réputé pour être un point stratégique de la course, sera bien sur le parcours de l'édition 2010, après que le maire de Baisieux ait retiré l'arrêté municipal qui interdisait le passage de la 108e édition de l'Enfer du Nord. Cependant, la zone sera réglementée.
Le parcours est le même qu'en 2009.
| Secteur | Kilomètre | Localisation                              | Longueur | Difficulté |
| ------- | --------- | ----------------------------------------- | -------- | ---------- |
| 27      | 98        | Troisvilles > Inchy                       | 2 200 m  | 03         |
| 26      | 104,5     | Viesly > Quiévy                           | 1 800 m  | 03         |
| 25      | 107       | Quiévy > Saint-Python                     | 3 700 m  | 04         |
| 24      | 112       | Saint-Python                              | 1 500 m  | 02         |
| 23      | 119,5     | Vertain > Saint-Martin-sur-Écaillon       | 2 300 m  | 03         |
| 22      | 126,5     | Capelle-sur-Écaillon > Le-Buat            | 1 700 m  | 03         |
| 21      | 138,5     | Verchain-Maugré > Quérénaing              | 1 600 m  | 03         |
| 20      | 141,5     | Quérénaing > Maing                        | 2 500 m  | 03         |
| 19      | 144,5     | Maing > Monchaux-sur-Écaillon             | 1 600 m  | 03         |
| 18      | 156       | Haveluy > Wallers                         | 2 500 m  | 04         |
| 17      | 164       | Trouée d'Arenberg                         | 2 400 m  | 05         |
| 16      | 176,5     | Hornaing > Wandignies-Hamage              | 3 700 m  | 03         |
| 15      | 184       | Warlaing > Brillon                        | 2 400 m  | 03         |
| 14      | 187,5     | Tilloy-lez-Marchiennes > Sars-et-Rosières | 2 400 m  | 03         |
| 13      | 194       | Beuvry-la-Forêt > Orchies                 | 1 400 m  | 03         |
| 12      | 199       | Orchies                                   | 1 700 m  | 03         |
| 11      | 205       | Auchy-lez-Orchies > Bersée                | 2 600 m  | 03         |
| 10      | 210,5     | Mons-en-Pévèle                            | 3 000 m  | 05         |
| 9       | 216,5     | Mérignies > Pont-à-Marcq                  | 700 m    | 02         |
| 8       | 219,5     | Pont-Thibaut > Ennevelin                  | 1 400 m  | 03         |
| 7-2     | 225,5     | Templeuve (L'Épinette)                    | 200 m    | 01         |
| 7-1     | 226       | Templeuve (Moulin-de-Vertain)             | 500 m    | 02         |
| 6-2     | 232,5     | Cysoing > Bourghelles                     | 1 300 m  | 04         |
| 6-1     | 235       | Bourghelles > Wannehain                   | 1 100 m  | 04         |
| 5       | 239,5     | Camphin-en-Pévèle                         | 1 800 m  | 04         |
| 4       | 242       | Carrefour de l'Arbre                      | 2 100 m  | 05         |
| 3       | 244,5     | Gruson                                    | 1 100 m  | 02         |
| 2       | 251       | Willems > Hem                             | 1 400 m  | 01         |
| 1       | 257,5     | Roubaix                                   | 300 m    | 01         |
| Total   | Total     | Total                                     | 52 900 m | 52 900 m   |

### Participants
Liste de départ

### Équipes
La liste des équipes participant à ce Paris-Roubaix a été rendue publique le 13 mars. Elle comprend 25 équipes, dont seize équipes ProTour et neuf équipes continentales professionnelles :
| ProTeams (16)- Quick Step - Katusha - Omega Pharma-Lotto - Sky - Saxo Bank - Liquigas-Doimo - La Française des jeux - Team Milram - HTC-Columbia - Rabobank - Lampre-Farnese Vini - Caisse d'Épargne - Garmin-Transitions - AG2R La Mondiale - Euskaltel-Euskadi - Team RadioShack Équipes continentales professionnelles (9)- Cervélo TestTeam - Bbox Bouygues Télécom - Cofidis, le Crédit en Ligne - Vacansoleil - Skil-Shimano - BMC Racing Team - Saur-Sojasun - Acqua & Sapone-D’Angelo & Antenucci - Androni Giocattoli-Serramenti PVC Diquigiovanni |
| |

Deux équipes ProTour, Astana et Footon-Servetto, ne sont pas présentes.

### Favoris
Tom Boonen (Quick Step), triple vainqueur de Paris-Roubaix, et Fabian Cancellara (Team Saxo Bank), lauréat du Tour des Flandres le dimanche précédent et de Paris-Roubaix 2006, sont les principaux favoris. Ils pour point commun d'avoir dans leur équipe d'autres prétendants à la victoire, respectivement Stijn Devolder et Matti Breschel. Les autres favoris sont George Hincapie, Marcus Burghardt (BMC Racing), Thor Hushovd (Cervélo TestTeam), Filippo Pozzato (Team Katusha), Greg Van Avermaet, Leif Hoste (Omega Pharma-Lotto), Tyler Farrar (Garmin-Transitions) et Bernhard Eisel (Team HTC-Columbia). En revanche, Edvald Boasson Hagen (Team Sky), vainqueur de Gand-Wevelgem 2009, a déclaré forfait. Alessandro Ballan (BMC Racing) ne participe pas non plus ce Paris-Roubaix. Il a été suspendu provisoirement par son équipe après avoir été cité parmi les personnes faisant l'objet d'une enquête sur un trafic de produits dopants en Italie.
Le Néerlandais Servais Knaven, vainqueur en 2001, en participant à son seizième Paris-Roubaix, égale le record de Raymond Impanis de seize participations.

## Récit de la course
Maarten Wynants (Quick Step), Mikhail Ignatiev (Team Katusha), Jeremy Hunt (Cervélo TestTeam), Sebastian Lang (Omega Pharma-Lotto), Gregory Henderson, Christopher Sutton (Team Sky), Kasper Klostergaard (Team Saxo Bank), Matthew Goss, Adam Hansen (Team HTC-Columbia), Rick Flens, Tom Leezer (Rabobank), Yohann Gène (BBox Bouygues Telecom), Romain Zingle (Cofidis), Gorik Gardeyn (Vacansoleil), Roy Curvers, Mitchell Docker (Skil-Shimano), Iñaki Isasi (Euskaltel-Euskadi), Jimmy Engoulvent, Stéphane Poulhiès (Saur-Sojasun) s'échappent en début de course. Ces 19 échappés comptent jusqu'à 4 minutes et 5 secondes d'avance au km 111.
De nombreuses chutes perturbent le peloton, mené par les coureurs du Team Saxo Bank. Notamment, Stijn Devolder (Quick Step) va à terre au km 113. Les hommes de tête sont finalement repris au kilomètre 192.

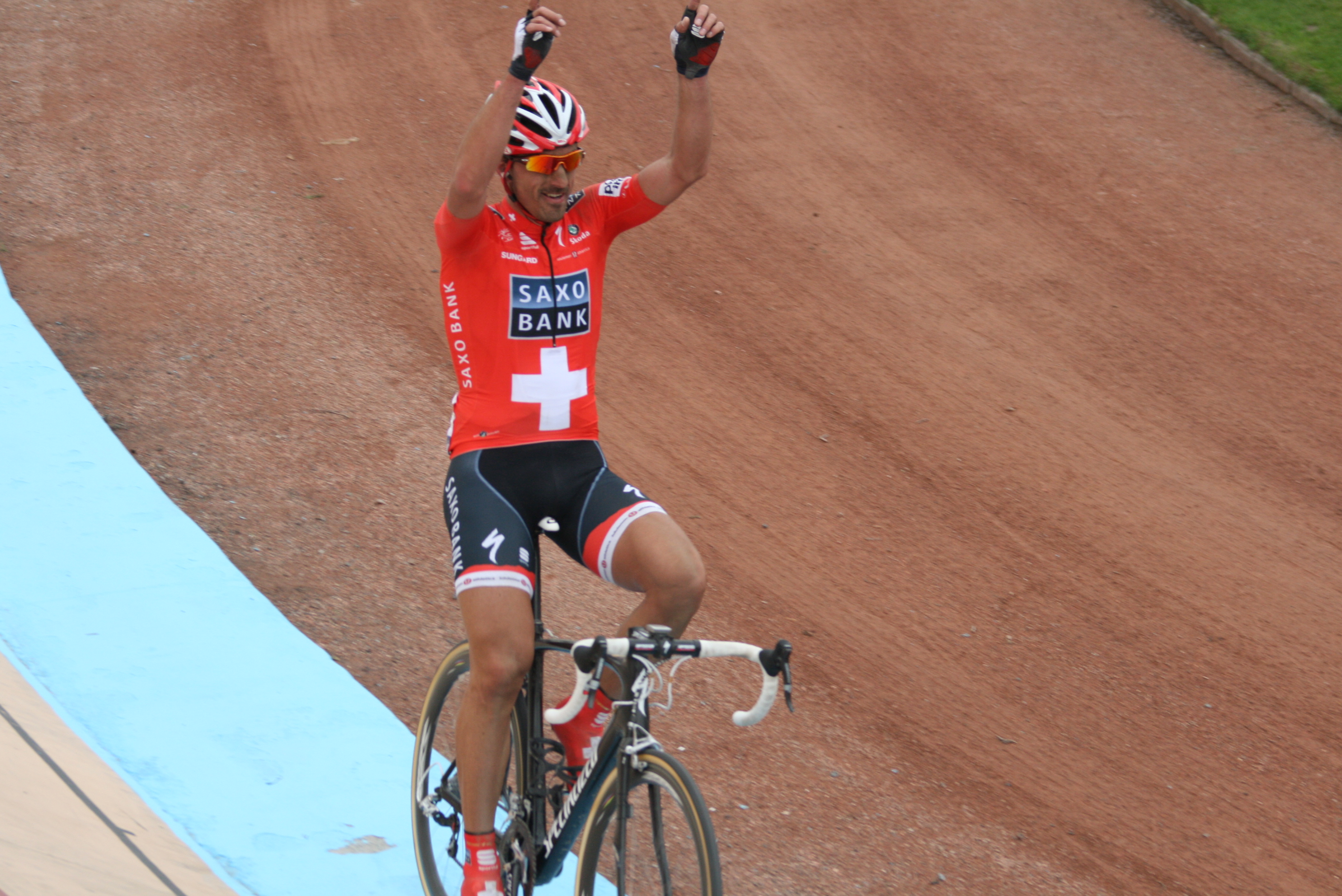
Fabian Cancellara à l'arrivée au vélodrome André-Pétrieux

Plusieurs attaques vont alors avoir lieu, mais aucune ne porte ses fruits. Sébastien Hinault (AG2R La Mondiale), Leif Hoste (Omega Pharma-Lotto) et Björn Leukemans (Vacansoleil) parviennent à s'extirper du peloton. Alors que ce trio n'a plus qu'une cinquantaine de mètres d'avance, Fabian Cancellara (Team Saxo Bank) attaque. Personne ne peut le suivre. Il creuse rapidement un écart important sur un groupe de poursuivants composé de Tom Boonen (Quick Step), Filippo Pozzato (Team Katusha), Thor Hushovd, Roger Hammond (Cervélo TestTeam), Leif Hoste (Omega Pharma-Lotto), Juan Antonio Flecha (Team Sky), Sébastien Hinault (AG2R La Mondiale) et Björn Leukemans (Vacansoleil). Cet écart atteint un maximum de 3 minute et 5 secondes à 33 km de l’arrivée. Alors que Sébastien Hinault a lâché entre-temps, Hushovd et Flecha attaquent au Carrefour de l'Arbre. Insuffisant toutefois pour la victoire, puisque Fabian Cancellara s'impose à Roubaix, 2 minutes devant Thor Hushovd et Juan Antonio Flecha. Tom Boonen termine finalement cinquième. Le Suisse remporte donc un deuxième Paris-Roubaix, après celui de 2006 et la dernière édition du Tour des Flandres, et devient le 13e coureur de l'histoire à inscrire au moins deux fois son nom au palmarès de l'Enfer du Nord et le 10e à réussir le doublé Flandres-Roubaix.

## Classement final
Classement complet sur le site officiel
| \| Classement général \| Classement général \| Classement général \| Classement général \| Classement général \| \| Coureur \| Coureur \| Pays \| Équipe \| Temps \| \| ------------------ \| ------------------- \| ------------------ \| --------------------- \| ------------------ \| \| 1er \| Fabian Cancellara \| Suisse \| Saxo Bank \| 6 h 35 min 10 s \| \| 2e \| Thor Hushovd \| Norvège \| Cervélo TestTeam \| + 2 min 00 s \| \| 3e \| Juan Antonio Flecha \| Espagne \| Team Sky \| + 2 min 00 s \| \| 4e \| Roger Hammond \| Royaume-Uni \| Cervélo TestTeam \| + 3 min 14 s \| \| 5e \| Tom Boonen \| Belgique \| Quick Step \| + 3 min 14 s \| \| 6e \| Björn Leukemans \| Belgique \| Vacansoleil \| + 3 min 20 s \| \| 7e \| Filippo Pozzato \| Italie \| Katusha \| + 3 min 46 s \| \| 8e \| Leif Hoste \| Belgique \| Omega Pharma-Lotto \| DQ \| \| 8e \| Sébastien Hinault \| France \| AG2R La Mondiale \| + 6 min 27 s \| \| 9e \| Hayden Roulston \| Nouvelle-Zélande \| HTC-Columbia \| + 6 min 59 s \| \| 10e \| Grégory Rast \| Suisse \| Team RadioShack \| + 7 min 00 s \| \| 11e \| Arnaud Coyot \| France \| Caisse d'Épargne \| + 7 min 05 s \| \| 12e \| Tom Veelers \| Pays-Bas \| Skil-Shimano \| + 7 min 05 s \| \| 13e \| Dominic Klemme \| Allemagne \| Saxo Bank \| + 7 min 05 s \| \| 14e \| Maarten Wynants \| Belgique \| Quick Step \| + 7 min 05 s \| \| 15e \| Mikhaylo Khalilov \| Ukraine \| Katusha \| + 7 min 05 s \| \| 16e \| Lloyd Mondory \| France \| AG2R La Mondiale \| + 7 min 05 s \| \| 17e \| Jeremy Hunt \| Royaume-Uni \| Cervélo TestTeam \| + 7 min 05 s \| \| 18e \| Frédéric Guesdon \| France \| La Française des jeux \| + 7 min 05 s \| \| 19e \| Mathieu Claude \| France \| BBox Bouygues Telecom \| + 7 min 05 s \| \| 20e \| Lars Bak \| Danemark \| HTC-Columbia \| + 7 min 05 s \| |                     |                  |                       |                 |
| |                     |                  |                       |                 |
| |                     |                  |                       |                 |
| Classement général |                     |                  |                       |                 |
| Coureur | Coureur             | Pays             | Équipe                | Temps           |
| 1er | Fabian Cancellara   | Suisse           | Saxo Bank             | 6 h 35 min 10 s |
| 2e | Thor Hushovd        | Norvège          | Cervélo TestTeam      | + 2 min 00 s    |
| 3e | Juan Antonio Flecha | Espagne          | Team Sky              | + 2 min 00 s    |
| 4e | Roger Hammond       | Royaume-Uni      | Cervélo TestTeam      | + 3 min 14 s    |
| 5e | Tom Boonen          | Belgique         | Quick Step            | + 3 min 14 s    |
| 6e | Björn Leukemans     | Belgique         | Vacansoleil           | + 3 min 20 s    |
| 7e | Filippo Pozzato     | Italie           | Katusha               | + 3 min 46 s    |
| 8e | Leif Hoste          | Belgique         | Omega Pharma-Lotto    | DQ              |
| 8e | Sébastien Hinault   | France           | AG2R La Mondiale      | + 6 min 27 s    |
| 9e | Hayden Roulston     | Nouvelle-Zélande | HTC-Columbia          | + 6 min 59 s    |
| 10e | Grégory Rast        | Suisse           | Team RadioShack       | + 7 min 00 s    |
| 11e | Arnaud Coyot        | France           | Caisse d'Épargne      | + 7 min 05 s    |
| 12e | Tom Veelers         | Pays-Bas         | Skil-Shimano          | + 7 min 05 s    |
| 13e | Dominic Klemme      | Allemagne        | Saxo Bank             | + 7 min 05 s    |
| 14e | Maarten Wynants     | Belgique         | Quick Step            | + 7 min 05 s    |
| 15e | Mikhaylo Khalilov   | Ukraine          | Katusha               | + 7 min 05 s    |
| 16e | Lloyd Mondory       | France           | AG2R La Mondiale      | + 7 min 05 s    |
| 17e | Jeremy Hunt         | Royaume-Uni      | Cervélo TestTeam      | + 7 min 05 s    |
| 18e | Frédéric Guesdon    | France           | La Française des jeux | + 7 min 05 s    |
| 19e | Mathieu Claude      | France           | BBox Bouygues Telecom | + 7 min 05 s    |
| 20e | Lars Bak            | Danemark         | HTC-Columbia          | + 7 min 05 s    |

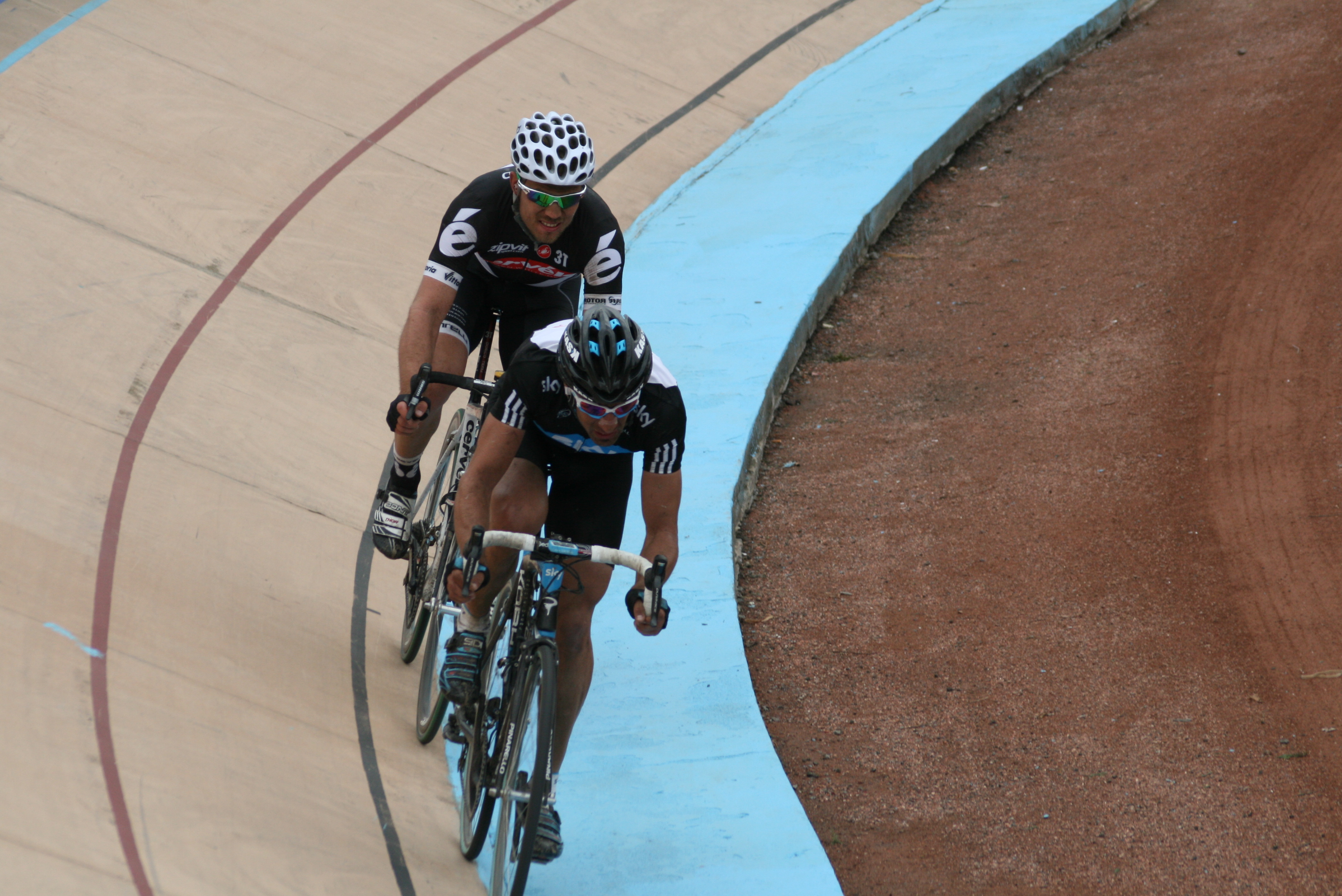
Thor Hushovd et Juan Antonio Flecha à l'arrivée de la course

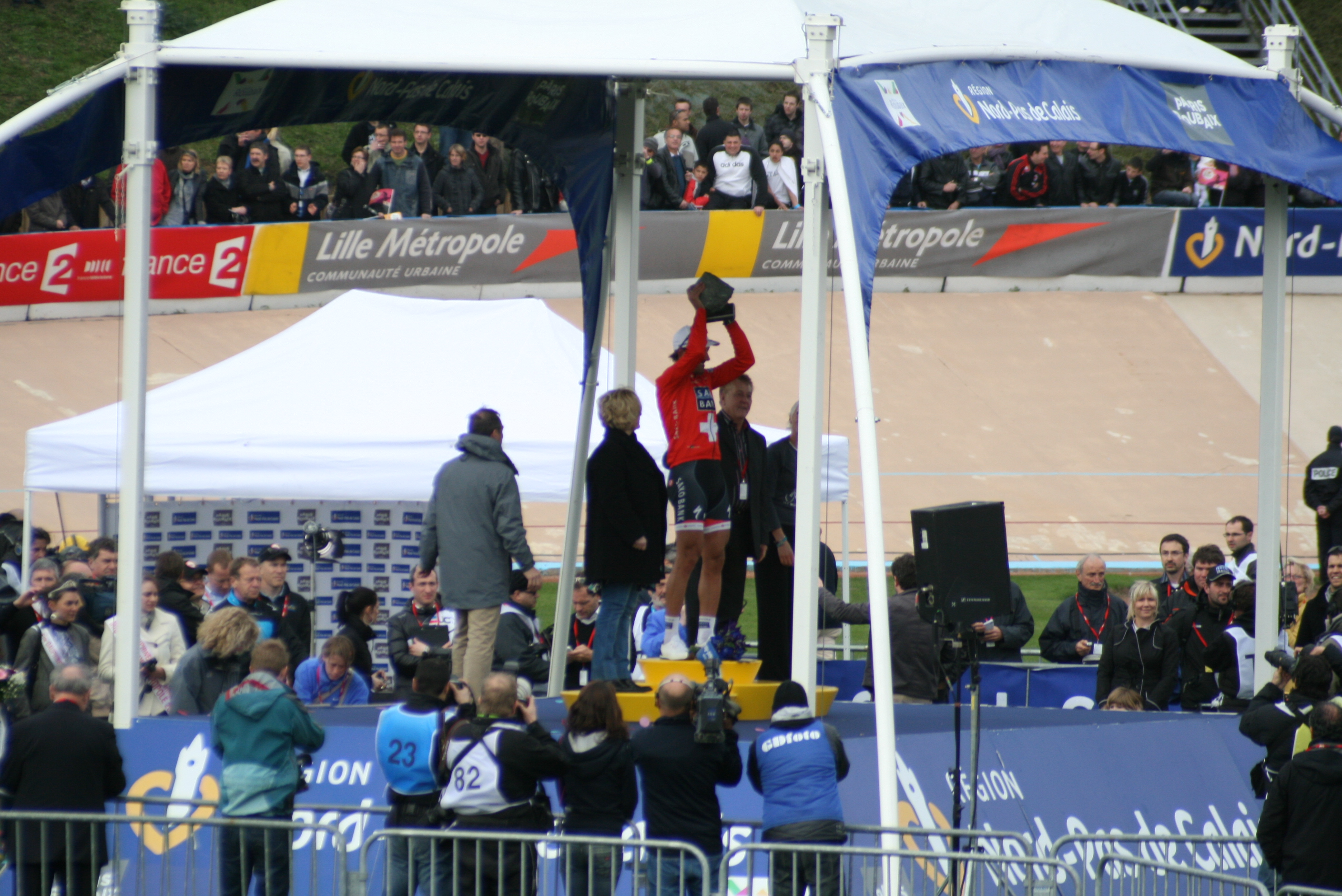
Fabian Cancellara sur le podium

Leif Hoste a été déclassé de sa 8e place. Il est indiqué rayé dans le classement si dessus.

### Classement UCI
La course attribue des points au Calendrier mondial UCI 2009 selon le barème suivant :
| Position           | 1er | 2e | 3e | 4e | 5e | 6e | 7e | 8e | 9e | 10e |
| Classement général | 100 | 80 | 70 | 60 | 50 | 40 | 30 | 20 | 10 | 4   |

| #  | Coureur             | Équipe             | Pts |
| -- | ------------------- | ------------------ | --- |
| 1  | Fabian Cancellara   | Team Saxo Bank     | 100 |
| 2  | Thor Hushovd        | Cervélo TestTeam   | 80  |
| 3  | Juan Antonio Flecha | Team Sky           | 70  |
| 4  | Roger Hammond       | Cervélo TestTeam   | 60  |
| 5  | Tom Boonen          | Quick Step         | 50  |
| 6  | Björn Leukemans     | Vacansoleil        | 40  |
| 7  | Filippo Pozzato     | Team Katusha       | 30  |
| 8  | Leif Hoste          | Omega Pharma-Lotto | 20  |
| 9  | Sébastien Hinault   | AG2R La Mondiale   | 10  |
| 10 | Hayden Roulston     | Team HTC-Columbia  | 4   |

Après cette huitième épreuve le classement est le suivant :